# São Vicente de Pereira Jusã
São Vicente de Pereira Jusã ist ein portugiesischer Ort und eine ehemalige Gemeinde (Freguesia) im Kreis Ovar. Die Gemeinde hatte 2313 Einwohner (Stand 30. Juni 2011).
Am 29. September 2013 wurden die Gemeinden São Vicente de Pereira Jusã, Ovar, São João und Arada zur neuen Gemeinde União das Freguesias de Ovar, São João, Arada e São Vicente de Pereira Jusã zusammengeschlossen.